# 清雲洞
清雲洞（チョンウンどう、チョンウンドン）は、ソウル特別市鐘路区にある法定洞である。行政洞の清雲孝子洞の管轄。北岳山の南のふもとにあり、東は世宗路・三清洞、西と北は付岩洞、南は玉仁洞・新橋洞・宮井洞と接している。

## 洞名の由来
洞の名前は清雲小学校の裏にある清風渓という渓谷の「清」と白雲洞の「雲」を取ってつけられた。清風渓と白雲洞は仁王山の清い風、清い水と白い雲に覆われている自然環境から由来した。

## 歴史
朝鮮初期には漢城府北部順化坊地域だった。1914年京城府北部白雲洞・清風洞・朴井洞・新橋の各一部を統合して清雲洞とし、1936年清雲町に変わった。1943年鐘路区に編入されて、1946年従来の行政区域名を韓国式に改称しまた清雲洞となった。

## 名所
清雲洞は青瓦台と景福宮地域を含んでいて、孝子路・彰義門通り・紫霞門通りが通り、交通が便利である。景福高等学校、京義商業高等学校などがあり、青瓦台の前の通りは一般市民に開放されている。89番地の景福高等学校の場所は農事試験所だった。清雲小学校の基は歌辞文学の巨匠、松江鄭澈の誕生地である。
洗剣亭に越える彰義門門楼は、ソウル城郭四小門の中で唯一原型が残っている。